# Acroporium vincensianum
Acroporium vincensianum är en bladmossart som beskrevs av Brotherus 1925. Acroporium vincensianum ingår i släktet Acroporium och familjen Sematophyllaceae. Inga underarter finns listade i Catalogue of Life.